# Giorgia Baldelli
Giorgia Baldelli (Romano di Lombardia, 10 marzo 1985) è una pallavolista italiana.
Gioca nel ruolo di schiacciatrice nella Pallavolo Capo d'Orso Palau.

## Carriera
La carriera di Giorgia Baldelli inizia nel 2000 nelle giovanili del Volley Bergamo: passa in prima squadra nella stagione 2001-02, in Serie A1, dove resta per tre stagioni, vincendo due scudetti e la Coppa CEV 2003-04. Nella stagione 2004-05 viene ingaggiata dalla Pallavolo Reggio Emilia, sempre in Serie A1: rimane legata al club emiliano per cinque stagioni, anche quando riparte dalla Serie B1 nell'annata 2005-06 e a seguito della retrocessione dalla Serie A2 al termine della stagione 2006-07, dopo che la società aveva acquistato il titolo del rinunciatario Airone.
Nella stagione 2009-10 ed in quella successiva difende i colori della Pallavolo Collecchio, in Serie B1, categoria dove milita anche per il campionato 2011-12 con il Rolleri Volley Vigolzone e per quello 2012-13 con il Volley Towers di Breganze, con cui conquista la promozione in serie cadetta: resta tuttavia nella terza divisione del campionato italiano anche per la stagione 2013-14 con la Pallavolo Hermaea, con il quale partecipa, nella stagione 2014-15, alla Serie A2, a seguito del ripescaggio del club.
Nella stagione 2015-16 veste la maglia della Pallavolo Capo d'Orso Palau, in Serie B2.

## Palmarès

### Club
- Campionato italiano: 2

2001-02, 2003-04
- Coppa CEV: 1

2003-04